# Kultrans naturreservat
Kultrans naturreservat är ett naturreservat i Åsele kommun i Västerbottens län.
Området är naturskyddat sedan 2024 och är 176 hektar stort. Reservatet ligger sydväst om Åsele och består av grandominerade barrblandskogar och våtmarker kring vattendraget Kultran.